# Çanakkale (Stadt)

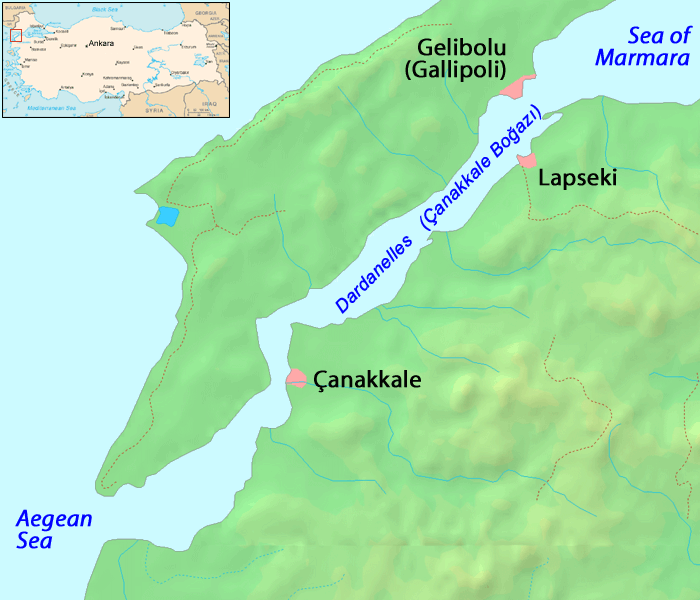
Lage von Çanakkale an den Dardanellen

Çanakkale ([tʃaˈnakːaˌle], osmanisch چینک قلعه ‚Topffestung‘, früher dt. Tschanak Kale) ist eine türkische Stadt in der geographischen Region Marmara. Sie ist Hauptstadt der gleichnamigen Provinz und Sitz des zentralen Landkreises (Merkez). Die Stadt ist die größte der Provinz und vereint etwa drei Viertel der Bevölkerung des Landkreises. Der Landkreis wiederum beherbergt etwa ein Drittel der Provinzbevölkerung.

## Etymologie
Der Name der Stadt bezieht sich auf eine Sorte irdenen Geschirrs (çanak), die hier hergestellt und im Osmanischen Reich sowie ins Ausland verkauft wurde. Im Archäologischen Museum waren zahlreiche Exemplare davon zu sehen. Den zweiten Teil des Stadtnamens bildet das türkische Wort kale für dt. Festung.

## Geographie
Der zentrale Landkreis Çanakkale liegt im Nordwesten der Provinz. Er grenzt im Norden an den Kreis Lapseki, im Osten an den Kreis Çan und im Westen an die Kreise Bayramiç und Ezine. Im Norden und Nordwesten bilden die Dardanellen die natürliche Grenze.

### Landkreis
Der zentrale Landkreis hat die höchste Bevölkerungsdichte der Provinz, in etwa das Dreifache des Provinzdurchschnitts (2025: 55 (Provinz) – 181 Einw. pro km²(Landkreis)). Neben Çanakkale besteht der Kreis aus einer weiteren Gemeinde (Belediye): Kepez mit 32.665 Einwohnern sowie 52 Dörfern (Köy) mit einer Durchschnittsbevölkerung von 328 Bewohnern. Fünf der Dörfer haben mehr als 1000 Einwohner: Çınarlı (1587), Güzelyalı (1582), Işıklar (1511), Erenköy (1490) und Kumkale (1053 Einw.).

### Bevölkerungsentwicklung
Nachfolgende Tabelle zeigt den vergleichenden Bevölkerungsstand am Jahresende für die Provinz, den zentralen Landkreis und die Stadt Çanakkale sowie den jeweiligen Anteil an der übergeordneten Verwaltungsebene. Die Zahlen basieren auf dem 2007 eingeführten adressbasierten Einwohnerregister (ADNKS).

| Jahr | Provinz | Landkreis | Landkreis | Stadt | Stadt   |
| Jahr | real    | %         | real      | %     | real    |
| ---- | ------- | --------- | --------- | ----- | ------- |
| 2020 | 541.548 | 34,01     | 184.184   | 73,01 | 134.478 |
| 2019 | 542.157 | 34,05     | 184.631   | 74,40 | 137.365 |
| 2018 | 540.662 | 33,44     | 180.823   | 75,21 | 136.002 |
| 2017 | 530.417 | 33,00     | 175.032   | 75,90 | 132.854 |
| 2016 | 519.793 | 31,84     | 165.517   | 76,16 | 126.062 |
| 2015 | 513.341 | 31,12     | 159.758   | 76,75 | 122.613 |
| 2014 | 511.790 | 30,41     | 155.657   | 76,97 | 119.806 |
| 2013 | 502.328 | 29,84     | 149.881   | 77,45 | 116.078 |
| 2012 | 493.691 | 28,97     | 143.041   | 77,70 | 111.137 |
| 2011 | 486.445 | 27,79     | 135.192   | 77,17 | 104.321 |
| 2010 | 490.397 | 27,83     | 136.484   | 77,75 | 106.116 |
| 2009 | 477.735 | 26,21     | 125.231   | 77,13 | 96.588  |
| 2008 | 474.791 | 25,11     | 119.207   | 76,05 | 90.653  |
| 2007 | 476.128 | 24,32     | 115.775   | 74,75 | 86.544  |

### Klimatabelle
|                        | Jan   | Feb   | Mär   | Apr  | Mai  | Jun  | Jul  | Aug  | Sep  | Okt  | Nov  | Dez   |   |       |
| Mittl. Temperatur (°C) | 6,5   | 7,0   | 9,1   | 12,8 | 18,0 | 22,9 | 25,8 | 26,0 | 21,6 | 16,8 | 12,3 | 8,3   | ⌀ | 15,6  |
| Mittl. Tagesmax. (°C)  | 9,8   | 10,5  | 13,1  | 17,4 | 23,0 | 28,4 | 31,4 | 31,5 | 26,7 | 21,1 | 16,1 | 11,5  | ⌀ | 20,1  |
| Mittl. Tagesmin. (°C)  | 3,6   | 4,0   | 5,7   | 9,0  | 13,7 | 17,9 | 20,8 | 21,2 | 17,1 | 13,1 | 8,9  | 5,5   | ⌀ | 11,7  |
|                        |       |       |       |      |      |      |      |      |      |      |      |       |   |       |
| Niederschlag (mm)      | 78,6  | 76,3  | 66,0  | 49,0 | 32,1 | 27,3 | 12,9 | 6,8  | 24,2 | 67,5 | 79,2 | 100,4 | Σ | 620,3 |
|                        |       |       |       |      |      |      |      |      |      |      |      |       |   |       |
| Sonnenstunden (h/d)    | 3,0   | 4,2   | 5,3   | 6,9  | 8,8  | 10,3 | 11,0 | 10,4 | 8,3  | 5,8  | 3,9  | 2,8   | ⌀ | 6,7   |
|                        |       |       |       |      |      |      |      |      |      |      |      |       |   |       |
| Regentage (d)          | 11,27 | 10,70 | 10,47 | 8,83 | 6,40 | 4,97 | 1,90 | 1,20 | 3,87 | 7,10 | 8,77 | 11,63 | Σ | 87,11 |

| 3,6 |

| 4,0 |

| 5,7 |

| 9,0 |

| 13,7 |

| 17,9 |

| 20,8 |

| 21,2 |

| 17,1 |

| 13,1 |

| 8,9 |

| 5,5 |

| 3,6 |

| 4,0 |

| 5,7 |

| 9,0 |

| 13,7 |

| 17,9 |

| 20,8 |

| 21,2 |

| 17,1 |

| 13,1 |

| 8,9 |

| 5,5 |

## Geschichte
Die Stadt wurde in osmanischer Zeit als Nachfolgeort des antiken Abydos gegründet. Ihre strategische Bedeutung ergibt sich aus ihrer Lage am Eingang zu den Dardanellen. In der Nähe liegt der Historische Nationalpark Truva mit Hisarlik (Ort der Burg, Fundort des historischen Troja).
Çanakkale ist Standort der Çanakkale Onsekiz Mart Üniversitesi (Universität 18. März). Sie bewahrt in einem eigens dafür bereitgestellten Gebäude die Privatbibliothek des Troja-Ausgräbers Manfred Korfmann auf, die er der türkischen Troia-Stiftung hinterlassen hat. Die Funde aus Troja und anderen Orten der Troas waren im Archäologischen Museum Çanakkale ausgestellt, bis sie 2018 in das neue Troya Müzesi überführt wurden.
Die türkische Marine betreibt in Çanakkale einen Stützpunkt.

## Verkehr
Die Autofähre von Eceabat nach Çanakkale war die Hauptverbindung zwischen Istanbul und Izmir.
Seit Eröffnung der Çanakkale-1915-Brücke und Fertigstellung der neuen Autobahn ist eine moderne Verbindung und Hauptverkehrsader zwischen Izmir und Istanbul entstanden. Der Flughafen Çanakkale liegt südöstlich der Stadt und wird im regulären Passagierbetrieb angeflogen.

## Städtepartnerschaften
- Playa Del Carmen (Mexiko), seit 2021
- Gazimağusa (Türkische Republik Nordzypern), seit 2019
- Tapolca (Ungarn), seit 2018
- Wellington (Neuseeland), seit 2016
- St. John’s (Neufundland), seit 2015
- Pardubice (Tschechien), seit 2012
- Pomezia (Italien), seit 2005
- Osnabrück (Niedersachsen), seit 1994[7]

Seit 2004 ist Çanakkale Partnerstadt von Osnabrück. In Osnabrück ist eine Fußgängerbrücke nach der Stadt Çanakkale benannt worden. An dieser Brücke befindet sich auch Osnabrücks Manneken Pis, die Fountain of Wishes.

## Söhne und Töchter der Stadt
- Tevfik Rüştü Aras (1883–1972), osmanisch-türkischer Arzt, Politiker und Diplomat
- Recep Aydın (* 1990), türkischer Fußballspieler
- Zeynep Bastık (* 1993), türkische Popmusikerin
- Kemal Bilbaşar (1910–1983), türkischer Lehrer und Schriftsteller
- Erol Boralı (* 1943), türkischer Fußballspieler
- Oğuz Ceylan (* 1990), türkischer Fußballspieler
- Tahir Musa Ceylan (* 1956), türkischer Dichter, Autor und Philosoph
- Güney Dal (* 1944), türkischsprachiger Autor
- Ufukcan Engin (* 1999), türkischer Fußballspieler
- Şahika Ercümen (* 1985), türkische Freitaucherin sowie Unterwasserhockey- und Unterwasserrugbyspielerin
- Metin Erksan (1929–2012), türkischer Filmregisseur, Drehbuchautor und Kunsthistoriker
- Nurettin Ersin (1918–2005), türkischer General, der unter anderem als Staatssekretär
- Aslıhan Gürbüz (* 1983), türkische Schauspielerin
- Rober Hatemo (* 1974), türkisch-armenischer Popmusiker
- Erce Kardeşler (* 1994), türkischer Fußballspieler
- Baki Kemancı (* 1968), Geiger
- İbrahim Sokullu (* 1955), türkischer Fußballspieler
- Mehmet Ünal (* 1951), türkischer Journalist und Fotograf
- Oğuz Uyar (* 2001), Sprinter